# Ото (Клеве)
Вижте пояснителната страница за други личности с името Ото.
Ото фон Клеве (на немски: Otto von Kleve, * 1278, † 29 октомври 1310 в Хорстмар) e граф на Клеве от 1305 до 1310 г.
Той е най-големият син на граф Дитрих VI/VIII († 4 октомври 1305) и първата му съпруга Маргарета от Гелдерн († 1287), дъщеря на граф Ото II от Гелдерн. Той е споменат в документ като млад граф още от 1297 г. Той наследява баща си през 1305 г. и трябва да се разбере с исканията на неговата мащеха Маргарета фон Ной-Кибург и полубратята му Дитрих VII/IX и Йохан.
Ото се жени първо ок. 1300 г. за Аделхайд фон Марк, дъщеря на Енгелберт I фон Марк († 1277) и втори път през 1308 г. за Мехтилд фон Вирнебург († сл. 1360), племенница на архиепископа на Кьолн Хайнрих II фон Вирнебург.
След ранната смърт на Ото, Мехтилд прави опит заедно с нейния чичо и графа на Марк да получи наследството за нейната единствена дъщеря Ирмгард фон Клеве. Ото е наследен от своя полубрат Дитрих VII/IX.
Дъщеря му Ирмгард († 1362) е омъжена първо за Адолф II фон Марк († 1347), развежда се през 1324 г. и се омъжва през 1327 г. за Йохан фон Аркел († 1360).